# Pandemia de gripe A (H1N1) de 2009-2010 en Colombia
El virus de la influenza A (H1N1) (también llamado inicialmente virus de la gripe porcina o como de la nueva gripe) en Colombia comenzó el 2 de mayo de 2009, debido al contacto aerocomercial con las áreas endémicas, principalmente México y Estados Unidos, según informó el Ministerio de Salud y Protección Social. De esta manera, Colombia se convirtió en el primer país en reportar casos de gripe A en América del Sur y el quinto en el continente americano.
El primer caso confirmado en el país se trató de un hombre de 42 años de edad, que había visitado México; las autoridades sanitarias informaron que el paciente se encontraba en buenas condiciones de salud y que permanecía en su casa, acompañado de su familia.
El ministro de la Protección Social, Diego Palacio, anunció el sábado 25 de abril que había 12 casos probables del virus. El lunes 27, el Gobierno de Colombia declaró el estado de "desastre nacional" en el país, con el fin de tomar las medidas necesarias para enfrentar un posible contagio masivo del virus en el país. Inicialmente estaban en observación 20 personas que habían llegado en días anteriores de México y que presentaban síntomas de gripe. Se descartaron 10 de estos casos, mientras que los restantes aún continuaban en observación; todas ellas en ciudades como Bogotá y Cartagena. Por otro lado, según la Organización Panamericana de la Salud, en Colombia podrían verse afectadas por el virus de la gripe A (H1N1) entre cuatro y siete millones de personas. También se estima que la población desplazada sea la más afectada, debido a sus distorsiones en el sistema inmunológico a causa de la desnutrición a la que se ve abocada.

## Cronología
El Ministro de Protección Social, Diego Palacio, anunció el 26 de abril de 2009 que se habían detectado 12 casos sospechosos, 9 en Bogotá y 3 en la costa del Caribe. Se han enviado muestras del virus a los Estados Unidos. Para realizar comparaciones y análisis. Los resultados de las pruebas se esperaban dentro de unos días. El 27 de abril, el Gobierno declaró un estado de "desastre nacional" para enfrentar la emergencia, lo que permitió que las autoridades sanitarias tuvieran un presupuesto especial para hacerlo. Al 28 de abril, la mayoría de los casos sospechosos fueron excluidos, con solo cuatro restantes: tres maestros mexicanos en Bogotá y una persona en Cartagena. Otros 38 casos sospechosos estaban bajo observación. El 29 de abril, los casos sospechosos aumentaron a 49, con 10 de ellos "altamente" sospechosos. El gobierno compró 400,000 dosis de oseltamivir (Tamiflu), que se distribuirán a través del ministerio de Protección Social a los afectados si hay casos confirmados.
El lunes 27 de abril, el Gobierno de Colombia declaró el estado de "desastre nacional" en el país, con el fin de tomar las medidas necesarias para enfrentar un posible contagio masivo del virus en el país. Inicialmente estaban en observación 20 personas que habían llegado en días anteriores de México y que presentaban síntomas de gripe. Se descartaron 10 de estos casos, mientras que los restantes aún continuaban en observación; todas ellas en ciudades como Bogotá y Cartagena. Por otro lado, según la Organización Panamericana de la Salud, en Colombia podrían verse afectadas por el virus de la gripe A (H1N1) entre cuatro y siete millones de personas. También se estima que la población desplazada sea la más afectada, debido a sus distorsiones en el sistema inmunológico a causa de la desnutrición a la que se ve abocada.
La noche del 2 de mayo de 2009 se confirmó el primer caso de contagio de virus H1N1 en Colombia, correspondiente a un hombre de 42 años oriundo de Zipaquirá, quien había llegado de México. El Ministro de la Protección Social aseguró en la mañana del 3 de mayo que el paciente ya se encuentra en casa con su familia, y que ha sido valorado por los especialistas epidemiológicos.
El 9 de junio de 2009 se confirma el primer caso de muerte en el país: se trataba de una joven de 24 años que murió en la ciudad de Bogotá.
El 3 de mayo de 2009, el ministro Palacio confirmó el primer caso de A (H1N1) en Colombia en una persona de 42 años de Zipaquirá, que recientemente viajó a México. Según Palacio, solo una de las 18 pruebas enviadas a Atlanta fue positiva. El paciente fue aislado y sometido a tratamiento médico. El mismo día, Palacio declaró que había 108 casos sospechosos en el país. El 9 de junio, se confirmó la primera muerte de H1N1. Diez días después, un periódico local El Tiempo anunció una nueva muerte en Bogotá, informada el 21 de junio. El 17 de julio, El Tiempo informó la primera muerte de gripe porcina fuera de Cundinamarca, que también es la séptima en toda Colombia.
El 30 de agosto de 2009, El Tiempo informó que el presidente Álvaro Uribe había contraído el virus de la gripe AH1N1, convirtiéndose en el segundo jefe de Estado en hacerlo (el primero fue Óscar Arias Sánchez)